# Pelagie z Antiochie
Pelagie z Antiochie – také známá jako Pelagie Kajícnice nebo Pelagie nevěstka byla hříšnice obrácená ve světici. Její svátek se slaví 8. října (21. 10.greg.kal.).

## Život
Svatá Pelagie žila v syrské Antiochii v blahobytu a luxusu jako velká hříšnice. Byla jednou z předních hereček antiochijských a známou nevěstkou. Lidé ji nazývali Margarita (řec. perla). Jednou se do města sjel sněm biskupů, mezi nimiž byl i biskup z Heliopolis (Baalbek) – svatý Nonnos. Otcové byli právě shromážděni před bazilikou, když v tom se kolem ubírala na oslíku sama Pelagie, jsouc oblečena ve vší nádheře a pompě, prostovlasá, spoře oděná, samé zlato, perly a drahé kameny a obklopena rovněž nádherně oděnými muži, sluhy a služkami, jejíhož zjevu se nemohli přihlížející lidé nasytit. Za ní se táhla silná vůně pižma a jiných drahých voňavek. Otcové sklopili pohoršeně hlavy, jen svatý Nonnos se za ní dlouho díval a potom řekl ostatním biskupům:
Vy jste se nepotěšili tak velkou její krásou? Věru, já jsem se velmi pokochal a líbila se mi krása její, neboť tuhle ženu má Bůh postaviti před sebe a umístiti před svůj strašný a podivuhodný trůn, až bude souditi jak nás, tak náš biskupský úřad. Co myslíte, nejdražší, kolik hodin strávila ve své komnatě tato žena, myjíc se a upravujíc, se vší pečlivostí svého ducha a pozorností se zdobíc před zrcadlem, aby v jejítělesné kráse a výzdobě nebylo nedostatku, tak aby se všem líbila, aby se nezdála ošklivou svým milovníkům, kteří dnes jsou a kterých zítra není? Nuže, i my máme Otce na nebesích všemohoucího, nesmrtelného Ženicha, jenž dává těm, kdož dobře ostříhají svého života, zaslíbení obsahující nebeské bohatství a věčné odměny, jichž nelze oceniti, jichž oko nevidělo, o nichž ucho neslyšelo, aniž vstoupily do srdce člověka, jež připravil Bůh těm, kdož ho milují. Ale k čemupak ještě více mluvím? Majíce přislíbení, že uvidíme onen vznešený a skvělý obličej a neocenitelnou tvář Ženichovu, neozdobujeme se a nestíráme nečistotu ze svých bídných duší, nýbrž necháváme je ležeti, ničeho nedbajíce.
biskup Nonnos, Legendy o nevěstkách a světicích
A biskup Nonnos se poté začal modlit za spásu duše oné hříšnice. Další neděli Nonnos sloužil svatou liturgii a Pelagie, puzena tajemnou mocí, se poprvé dostavila do chrámu a slyševši kázání o hříšnících a Božím soudu, velmi se nad sebou zhrozila. Mocně plakala a brzy poté vyhledala biskupa Nonna a ve velikém pokání se mu vrhla k nohám a požádala ho o křest.
Pelagie všechen svůj majetek skrze biskupa rozdala chudým, všechny své sluhy a služky propustila na svobodu a darovala jim své zlaté prsteny a osmého dne odložila svůj bílý křestní šat, oblékla žíněné roucho a plášť svatého biskupa Nonna a odešla z Antiochie. Přišla do Jeruzaléma, kde si na Olivové hoře postavila poustevnickou celu na místě modlitby Páně. Pelagie se v této cele zcela uzavřela a oddávala se jen modlitbám. Po celém okolí se brzy rozneslo, že na hoře Olivové žije svatý mnich, neboť ji lidé pokládali za mnicha Pelagia. Po jejím zesnutí přišli otcové a mniši z okolních klášterů, aby její vyzáblé tělo balzamovali myrhou a zjistili, že byla žena a s velikou úctou ji pohřbili v její cele.
Na místě, kde byla svatá Pelagie pohřbena, stojí Kaple Nanebevstoupení Páně.

## Galerie

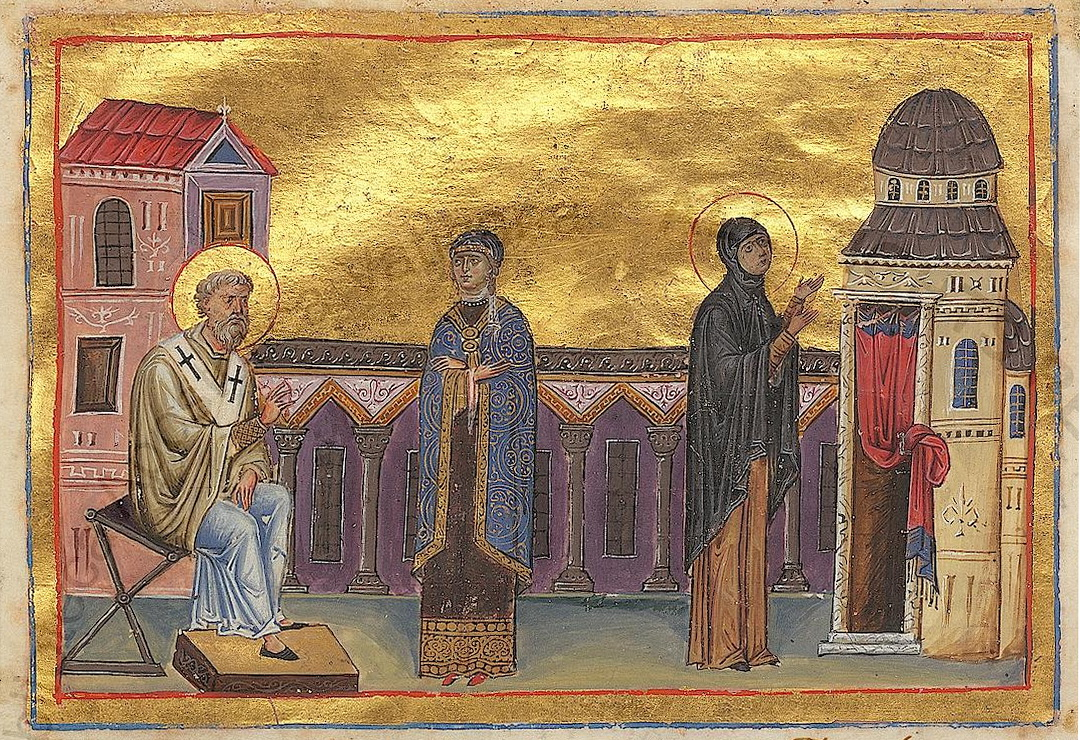
Pelagie z Antiochie se svatým Nonnem, Menologium císaře Basileia II.
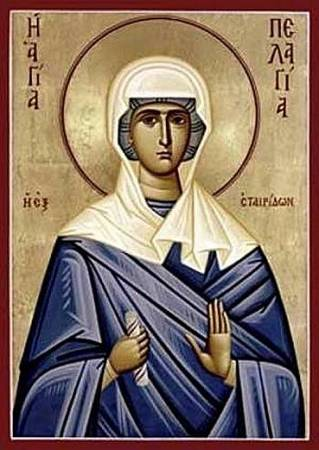
Pelagie z Antiochie, ikona
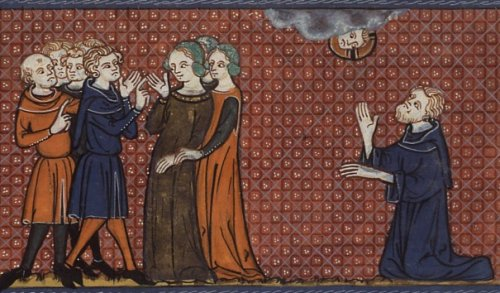
Pelagie mezi svojí svitou a biskup Nonnos, jenž se za ní modlí, 14. století
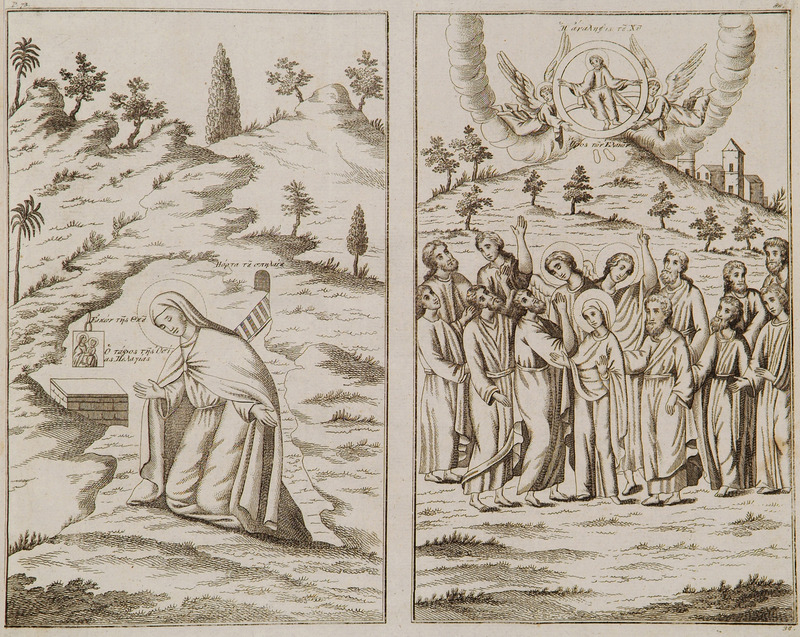
Olivová hora v Jeruzalémě – hrob svaté Pelagie na místě Kristova Nanebevstoupení, Chrysanthus z Bursy, 1807
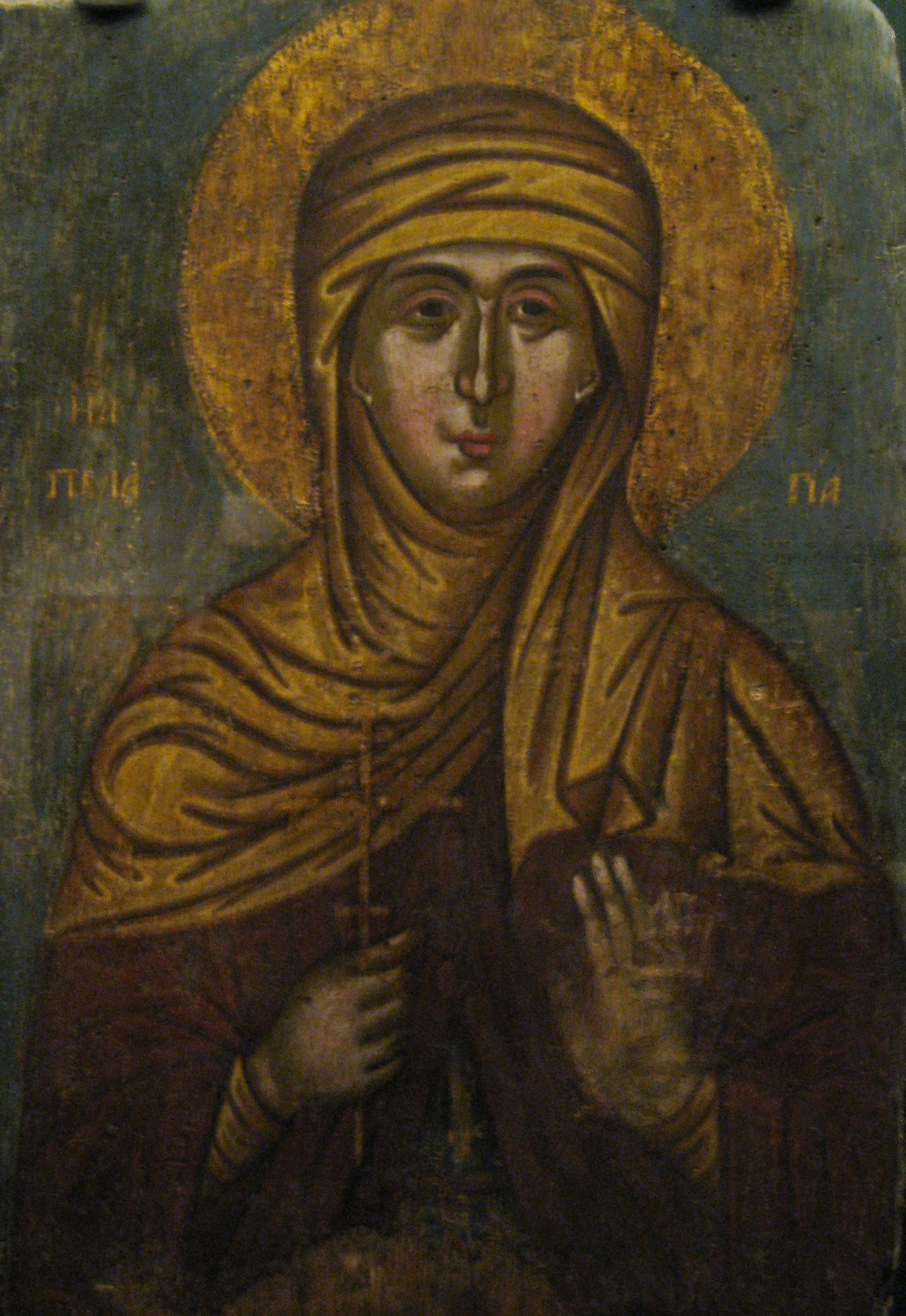
Svatá Pelagie, poustevnice